# نالیژیچی
نالیژیچی (به لاتین: Nalježići) یک منطقهٔ مسکونی در مونته‌نگرو است که در کوتور واقع شده‌است. نالیژیچی ۱۲۹ نفر جمعیت دارد.